# Gnjurašice
Gnjurašice (Gnjurci, lat. Podicipediformes, Podicipedidae) su red s jednom porodicom ptica. Poznate su dvadesetdvije vrste, od kojih su dvije sigurno, a treća vjerojatno izumrle. U Europi je svakako najpoznatija vrsta ovog reda i porodice ćubasti gnjurac.

## Osobine
Gnjurci su porodica ptica koje rone i potpuno su vezani uz vodu. Laici ih ponekad smatraju patkama, ali oni uopće nisu međusobno slični. Osim razlika u vanjskom izgledu, gnjurci "leže" dublje u vodi, jer njihov kostur ima manji pneumatizirajući efekt. Kosti gnjuraca nisu u jednakoj mjeri šuplje i ispunjene zrakom kao kod mnogih drugih ptica. Snažne noge su smještene daleko prema zadnjem kraju tijela. One služe kao snažan pogon pri plivanju i ronjenju, ali i kao kormilo. Prsti im nisu, kao kod drugih vodenih ptica, povezani plivaćom kožicom, nego imaju rascijepljene resaste kožne pločice. Tri prsta su okrenuta prema naprijed, a jedan prema natrag (anisodaktilija). Vrat im je srednje dugačak a glava umjereno velika. Krila su im kratka, uska i šiljasta, a perje čvrsto priljubljeno. Kljun im je različitog oblika, kod nekih vrsta poput debelog šila ili kod drugih kao oštrica noža jer je spljošten, ali uvijek vrlo tvrd i oštrih rubova. 
Kod zaranjanja, ptice se snažno izbace prema naprijed tako da im pri tome ponekad cijelo tijelo izađe iz vode prije nego urone prvo glavom i vratom. Ovim "skokom" ptice ulaze u vodu pod vrlo kosim kutom i zaranjaju u veće dubine. Za vrijeme ronjenja, krila im ostaju priljubljena uz tijelo, a ne koriste ih, kao na primjer pingvini, za kretanje pod vodom. Jedan uron najčešće traje između 10 i 40 sekundi, pri čemu manje vrste rone kraće od većih. Tipično za gnjurce je, da mogu ostati pod vodom i do jedne minute, ali je izmjereno i najduže vrijeme od tri minute. Zaranjaju uglavnom na dubinu od jednog do 4 metra, no nađeni su i gnjurci koji su se ulovili u ribarske mreže na dubini od 30 metara. Krećući se pod vodom vodoravno, mogu preroniti i velike udaljenosti.
Noge usađene daleko straga u tijelo su izvrsna prilagodba životu u vodi, ali su vrlo nespretne za kretanje po tlu. U pravilu, vodu napuštaju samo radi odmora i zbog gnijezda. Gnjurci imaju problema i kod uzlijetanja. Radi podizanja relativno teškog tijela u zrak, gnjurac dugo trči po vodi mašući krilima prije nego uzleti. Zbog toga gnjurci, kad su u opasnosti, rađe zarone i tako pobjegnu, nego da pokušaju odletiti. Kad jednom uzlete, mogu prevaliti velike udaljenosti, pa su neke vrste selice, a tri vrste gnjuraca su izgubile sposobnost letenja. Sve tri vrste (Rollandia microptera, Podilymbus gigas i Podiceps taczabowskii) od kojih je jedna izumrla (Podiceps taczanowskii) žive odnosno živjele su na jezerima južne Amerike. Te tri vrste nisu međusobno bliže srodne i imaju za letenje sposobne sestrinske vrste.
Meko, gusto perje im odbija vodu, a svi gnjurci imaju više od 20.000 pera. Tijekom godine, dolazi do upadljive
promjene perja. Vjenčano ruho obilježavaju sjajne boje na vratu i glavi, a pored toga oblikuju se i čuperci na glavi. Obično ruho je najčešće sivo i smeđe. Ne postoji izraženi spolni dimorfizam. Mužjaci imaju ponekad nešto sjajnije boje, a u prosjeku su malo krupniji od ženki.
Dužina tijela im se kreće između 23 i 74 centimetra, a težina od 120 do 1500 grama. Postoje dva osnovna tipa: dugovrati gnjurci imaju duže, šiljaste kljunove i hrane se prije svega ribom, dok vrste koje se hrane kukcima imaju kraće vrstove i kljunove.

## Glasanje
Glasanje gnjuraca se od vrste do vrste jako razlikuje. Neke vrste se glasaju s do dvanaest različitih glasova i vrlo su glasne, dok se druge gotovo uopće ne glasaju. Različite vrste glasanja koriste prije svega u vrijeme parenja, u opasnosti ili za izražavanje agresivnosti.
Za mnoge vrste je specifično glasanje u vrijeme parenja, kad žele na sebe privući pažnju drugog spola. Vrsta Aechmophorus occidentalis je čak razvila individualne razlike, svaka jedinka ima svoju, različitu dozivnu melodiju.

## Rasprostranjenost i životni prostor
Gnjurci žive na svim kontinentima osim Antarktike, ali samo jedna vrsta, ušati gnjurac, živi sjeverno od sjevernog polarnog kruga. Gnjurci, za razliku od nekih drugih vrsta, nisu osvojili ta područja. No, rasprostranjeni su i na udaljenim otocima, kao što su Madagaskar i Novi Zeland. 
Sve vrste u vrijeme dizanja podmlatka žive na unutrašnjim vodama, prije svega na plitkim jezerima s pješčanim dnom i onima gdje nema strujanja vode, a vrlo rijetko i na sporo tekućim rijekama. Dvije vrste se ponekad gnijezde i u mirnim morskim uvalama, no i to je vrlo rijetko. U južnoj Americi su se neke vrste specijalizirale za visokogorska jezera u Andima, i legu se na visini do 4000 metara. Jedina vrsta koja je ponegdje hemerofilna, je ćubasti gnjurac. 
Gnjurci koji žive u tropima i suptropima su uglavnom stanarice koje samo odlaze na susjedna jezera. Vrste koje nastanjuju umjerena područja su djelomične ili prave selice. Izvan vremena parenja i podizanja podmlatka, često ih se sreće u vrlo velikim skupinama, od oko 20.000 ćubastih na IJsselmeeru (Nizozemska) pa do oko 750.000 jedinki crnovratih gnjuraca na Mono Lakeu u Kaliforniji.

## Način života
Gnjurci su uglavnom aktivni po danu, iznimka mogu biti noći s vrlo snažnom mjesečinom. Većina vrsta su samotnjaci, koji samo u vrijeme parenja i zajedničkog podizanja podmlatka tvore čvrste monogamne
parove, ali neke vrste su u zimovalištima druželjubive.
Kako su na tlu vrlo teško pokretne i nespretne, gnijezde se u neposrednoj blizini vode, a jaja s oko 3 do 6% težine odrasle ptice spadaju u manja. U jednoj sezoni mogu manje vrste imati tri, a veće jedno do dva legla. Mladunci se legu nakon 20 do 30 dana, a u ležanju na jajima kao i kasnijoj brizi o mladuncima sudjeluju oba roditelja. Mladunci od prvog trenutka mogu samostalno plivati i roniti, ali zbog male tjelesne mase brzo gube toplinu, pa ih zato jedan od roditelja gotovo neprekidno nosi na leđima, dok drugi roni i donosi im hranu. Taj roditelj na čijim su leđima mladunci, za to vrijeme obično ne roni.
Mladunci, ovisno o vrsti, ostaju između 44 i 79 dana na roditeljskoj skrbi. Među mladuncima od prvog dana vlada konkurentska borba za hranu, u koju se roditelji ne miješaju. Posljedica je često ugibanje slabijih mladunaca. Vjerojatnoća da mladunac preživi prvih 20 dana života je između 40 i 60%.

## Sistematika
Tachybaptus Reichenbach, 1853
- Mali gnjurac, T. ruficollis (Pallas, 1764)
- Australski mali gnjurac, T. novaehollandiae (Stephens, 1826)
- Madagaskarski mali gnjurac, T. pelzelnii (Hartlaub, 1861)
- Crnoglavi gnjurac, T. dominicus (Linnaeus, 1766)
- †Delacourov mali gnjurac, T. rufolavatus (Delacour, 1932) (izumro)
- Tachybaptus tricolor (Gray, GR, 1861)

Podilymbus Lesson, 1831
- †Atitlanski gnjurac, P. gigas Griscom, 1929 (izumro)
- Šarenokljuni gnjurac, P. podiceps (Linnaeus, 1758)
- †Podilymbus mujusculus Murray, 1967 (fosil)
- †Podilymbus wetmorei Storer, 1976 (fosil)
- †Podilymbus pisanus (Portis, 1888) (fosil)
- †Podilymbus howardae Storer, 2001 (fosil)

Poliocephalus Selby, 1840
- Poliocephalus poliocephalus (Jardine & Selby, 1827)
- Maorski gnjurac, P. rufopectus (Gray, GR, 1843)

Rollandia Bonaparte, 1856
- Titicaca gnjurac, R. microptera (Gould, 1868)
- Rollandov gnjurac, R. rolland (Quoy & Gaimard, 1824)

Aechmophorus Coues, 1862
- A. occidentalis (Lawrence, 1858)
- Clarkov gnjurac, A. clarkii (Lawrence, 1858)
- †Aechmophorus elasson Murray, 1967 (fosil)

Podiceps Latham, 1787
- Riđogrli gnjurac, P. grisegena (Boddaert, 1783)
- Ćubasti gnjurac, P. cristatus (Linnaeus, 1758)
- Ušati gnjurac, P. auritus (Linnaeus, 1758)
- Crnogrli gnjurac, P. nigricollis Brehm, CL, 1831
- †Andski gnjurac, P. andinus (Meyer de Schauensee, 1959) (izumro)
- P. taczanowskii von Berlepsch & Stolzmann, 1894  (kritično ugrožen)
- P. gallardoi Rumboll, 1974 (kritično ugrožen)
- Inka gnjurac, P. occipitalis Garnot, 1826
- Veliki gnjurac, P. major (Boddaert, 1783)
- †Podiceps arndti Chandler, RM, 1990 (fosil)
- †Podiceps discors Murray, 1967 (fosil)
- †Podiceps dixi Brodkorp, 1963 (fosil)
- †Podiceps oligocaenus (fosil)
- †Podiceps parvus (fosil)
- †Podiceps subparvus (Miller, L & Bowman, 1958) (fosil)

Fosilni rodovi:
Miobaptus Svec, 1982
- †Miobaptus walteri

Pliolymbus Murray, 1967
- †Pliolymbus baryosteus Murray, 1967

Pliodytes Brodkorb, 1953
- †Pliodytes lanquisti Brodkorb, 1953

Sinonimi:
Podicephorus Bochenski, 1994 (sinonim)
- Magellanov gnjurac, P. major (Boddaert, 1783) = Podiceps major

## Vanjske poveznice
|  | Wikivrste imaju podatke o taksonu Podicipedidae |

1. ↑  Rječnik standardnih hrvatskih ptičjih naziva (PDF). HAZU. Zavod za orntologiju HAZU. 2018